# Colombe à ailes noires
Metriopelia melanoptera
Espèce
Statut de conservation UICN

 LC  : Préoccupation mineure
La Colombe à ailes noires (Metriopelia melanoptera) est une espèce d'oiseau de la famille des Columbidae.

## Description
Cet oiseau mesure 21 à 23 cm de longueur pour une masse de 110 à 125 g.
Les parties supérieures sont brun grisâtre avec une faible surfusion rose. La gorge est blanchâtre tandis que les épaules et la bordure des ailes sont blanches. Le dessous du corps est rose fauve (un peu moins rose chez la femelle que chez le mâle), plus clair sur le ventre et devenant gris sur les flancs. Le dessous de la queue est noir. Les iris sont bleu violet avec des cercles oculaires rose saumon, orangé ou jaune. Le bec est noir et les pattes noirâtres.

## Répartition
Cet oiseau vit le long de la côte occidentale de l'Amérique du Sud en Argentine, Bolivie, au Chili, en Colombie, Équateur et au Pérou.

## Habitat

aire de répartition

Son habitat naturel est très varié puisque constitué par les régions humides subtropicales ou tropicales de haute altitude (entre 2 000 et 4 000 m dans les Andes), les zones de broussailles arides et semi-arides subtropicales ou tropicales de montagne mais aussi les plaines et occasionnellement les parcs et les villages. Au Chili, elle se rencontre du niveau de la mer jusqu'à 4 900 m d'altitude.

## Alimentation
Cet oiseau se nourrit au sol le plus souvent en petits groupes.

## Nidification
Le nid est construit le plus souvent dans un bosquet à 2 m de hauteur, occasionnellement sur le sol ou un bâtiment. La femelle y pond deux œufs blancs.

## Sous-espèces
Selon Alan P. Peterson, il en existe deux sous-espèces :
- Metriopelia melanoptera melanoptera (Molina) 1782 ;
- Metriopelia melanoptera saturatior Chubb 1918 plus foncée sur le dessus et moins rose sur le dessous.